# John Proudstar
John Proudstar, più conosciuto come Thunderbird, è un personaggio dei fumetti, creato da Chris Claremont e Len Wein (testi), Dave Cockrum (disegni), pubblicato dalla Marvel Comics. La prima apparizione avviene in Giant-Size X-Men n. 1 (1975).
È uno dei primissimi personaggi nativi americani dei fumetti, facente parte della seconda genesi degli X-Men, dove i protagonisti erano di varie nazionalità ed etnie.
Il personaggio ebbe vita breve, infatti morì in una delle prime missioni del gruppo; sembra che il motivo di questa scelta fu dovuta al fatto che, sia per i poteri che per la personalità scontrosa e ribelle, fosse fin troppo simile a Wolverine.

## Biografia del personaggio
John Proudstar era un mutante discendente della tribù degli Apaches, poco aperto al dialogo con gli uomini bianchi, per via di quello che fecero alla sua gente secoli prima. Venne convocato da Charles Xavier quando questi cercava di formare un nuovo gruppo di X-Men, allo scopo di liberare la squadra originale, prigioniera dell'isola vivente di Krakoa. Vedendola come un'occasione per dimostrare il suo valore di guerriero, John accettò la proposta di Xavier, vestendo i panni di Thunderbird.
La missione ebbe successo e John decise di unirsi al gruppo, tuttavia non si integrò completamente; provando un certo complesso di inferiorità nei confronti di Wolverine, John si metteva costantemente alla prova, nel cercare di mostrarsi migliore del compagno.
Durante una missione contro il Conte Nefaria, Thunderbird si lanciò sul suo aereo mentre questi era in volo per fuggire dagli X-Men; sotto gli occhi impotenti di Banshee, l'aereo esplose uccidendo Thunderbird sul colpo.

## Poteri e abilità
- Forza sovrumana: Thunderbird è estremamente forte e può sollevare circa 2 tonnellate in condizioni ottimali.
- Resistenza sovrumana : i muscoli di Thunderbird hanno prodotto meno tossine da fatica rispetto ai muscoli degli esseri umani comuni. Può esercitarsi alla massima capacità per diverse ore prima che la stanchezza iniziasse a danneggiarlo.
- Tessuto sovrumano: il tessuto muscolare di Thunderbird è tre volte più denso di quello di un normale essere umano ed è distribuito in modo tale da conferire a Thunderbird spalle, braccia e cosce massicce. La sua pelle è molto più densa di quella di un normale essere umano e comprende uno strato aggiuntivo di epidermide coriacea.
- Resistenza sovrumana: a causa della maggiore densità della sua pelle e dei suoi tessuti muscolari, il corpo di Thunderbird è in qualche modo più resistente alle lesioni fisiche rispetto a un normale essere umano. Sebbene tutt'altro che invulnerabile, è in grado di resistere a forze di impatto e traumi contundenti che avrebbero gravemente paralizzato o ucciso un normale essere umano .
- Respirazione sovrumana: i polmoni di Thunderbird sono sovradimensionati e il suo sistema respiratorio è sviluppato molto di più di un essere umano comune. Queste caratteristiche hanno reso Thunderbird un combattente e un atleta molto resistente.

## Altri media

### Televisione
Thunderbird appare in The Gifted, interpretato da Blair Redford.

#### Animazione
- Thunderbird appare nell'episodio "La Vendetta di Cyberiad" de L'Uomo Ragno e i suoi fantastici amici. In questa versione è in grado di trasformarsi in un grizzly. L'episodio doveva fare da apripista a una serie dedicata agli X-Men e la formazione doveva coinvolgere anche Thunderbird, che avrebbe potuto trasformarsi in qualsiasi animale egli desiderasse, ma il progetto è stato cancellato.
- Thunderbird appare nell'episodio "L'isola degli schiavi" di Insuperabili X-Men.
- Thunderbird appare nell'episodio "Il futuro X" di Wolverine e gli X-Men.
- Thunderbird appare nell'episodio "Motendo / Vitamorte - Parte 1" di X-Men '97.